# Бундеслига Аустрије у фудбалу
Бундеслига Аустрије у фудбалу највиша је професионална фудбалска лига у Аустрији. Прва званична сезона је одиграна 1974/75, али је лига регистрована тек од 1. децембра 1991. Састоји се од две дивизије, Бундеслиге и 2. Лиге Аустрије, које званична имена носе по спонзорима, као „Admiral Bundesliga“.

## Историја
Фудбал је у Аустрији око 1890. године, а 1911. године се први пут организовало првенство Аустрије. Ово такмичење је организовао Фудбалски савез Доње Аустрије. Након аншлуса Аустријски клубови учествују у немачкој Гаулиги, док је након Другог светског рата 1949. основана „Свеаустријска Статслига“. Године 1965. Фудбалски савез Аустрије је почео припреме за оживљавање националне лиге, која је на крају основана 1974. године.

## Систем такмичења
Лигу чини 10 клубова који играју четворокружни систем од 36 утакмица. Шампион наредне сезоне игра у квалификацијама за Лигу шампиона, док другопласирани и трећепласирани играју у квалификацијама за Лигу Европе. У случају да финалисти аустријског купа обезбеде играње у европским такмичења на крају првенства, четвртопласирани у лиги такође учествује у квалификацијама за Лигу Европе. Последњепласирана екипа испада у Прву лигу.

## Клубови у сезони 2023/24.
- Аустрија Беч
- Аустрија Клагенфурт
- Аустрија Лустенау
- Блау-Вајс Линц
- Волфсбергер
- ЛАСК
- Рајндорф Алтах
- Рапид Беч
- Ред бул Салцбург
- Тирол
- ТСВ Хартберг
- Штурм Грац

## Успешност по клубовима
| Клуб                      | Број титула | Сезоне освајања |
| ------------------------- | ----------- | --- |
| Рапид Беч                 | 32          | 1912, 1913, 1916, 1917, 1919, 1920, 1921, 1923, 1929, 1930, 1935, 1938, 1940, 1941, 1946, 1948, 1951, 1952, 1954, 1956, 1957, 1960, 1964, 1967, 1968, 1982, 1983, 1987, 1988, 1996, 2005, 2008 |
| Аустрија Беч              | 24          | 1924, 1926, 1949, 1950, 1953, 1961, 1962, 1963, 1969, 1970, 1976, 1978, 1979, 1980, 1981, 1984, 1985, 1986, 1991, 1992, 1993, 2003, 2006, 2013                                                 |
| Ред бул Салцбург          | 17          | 1994, 1995, 1997, 2007, 2009, 2010, 2012, 2014, 2015, 2016, 2017, 2018, 2019, 2020, 2021, 2022, 2023.                                                                                          |
| Вакер Инзбрук             | 10          | 1971, 1972, 1973, 1975, 1977, 1989, 1990, 2000, 2001, 2002 |
| Адмира Беч                | 9           | 1927, 1928, 1932, 1934, 1936, 1937, 1939, 1966 |
| Први бечки фудбалски клуб | 6           | 1931, 1933, 1942, 1943, 1944, 1955 |
| Штурм Грац                | 4           | 1998, 1999, 2011, 2024 |
| Винер Шпорт-клуб          | 3           | 1922, 1958, 1959 |
| АФ Винер                  | 1           | 1914 |
| АК Винер                  | 1           | 1915 |
| Флоридсдорфер             | 1           | 1918 |
| Хакоах Беч                | 1           | 1925 |
| Адмира Вакер              | 1           | 1947 |
| ЛАСК Линц                 | 1           | 1965 |
| Линц                      | 1           | 1974 |
| ГАК                       | 1           | 2004 |